# Trichilia micrantha
Trichilia micrantha är en tvåhjärtbladig växtart som beskrevs av George Bentham. Trichilia micrantha ingår i släktet Trichilia och familjen Meliaceae. Inga underarter finns listade i Catalogue of Life.